# Pokolj u Kusonjama 8. rujna 1991.
Pokolj u Kusonjama je događaj pogibije osamnaestorice pripadnika 105. bjelovarske brigade i dvojice policajaca 8. i 9. rujna 1991. u četničkoj zasjedi u Kusonjama pokraj Pakraca. To je jedan od najtragičnijih događaja na pakračkom ratištu, pogotovo kada se uzme u obzir da su trojica časnika iste postrojbe na istom mjestu dvije godine kasnije poginula pri odavanju počasti poginulim suborcima. 

## Dolazak u Pakrac
Pripadnici elitne "A" satnije, kasnije bojne 105. brigade, 2. rujna su po drugi puta došli na pakračko ratište na osnovu procjene u Glavnom stožeru Hrvatske vojske kako je u Pakracu stanje kritično i "da je grad pred padom" te odluke da obranu treba pojačati. Odmah po dolasku smješteni su u Vladikin dvor, a zadaća im je bila braniti taj dio bojišnice te po potrebi intervenirati na drugim dijelovima koji će možda biti ugroženi. Pored vozila koja su imali, zbog interventne namjene postrojbe, dodijeljen im je i TOP 1, prvi pakrački oklopnjak napravljen u dijelu Prekopakre zvanom Matkovac. Samo osamnaest pripadnika imalo je automatske puške, a ostali su naoružani s nekoliko karabina M-48 te uglavnom lovačkim naoružanjem i malokalibarskim natjecateljskim puškama jednometkama. Zapovjedništvu postrojbe 5. ili 6. rujna dojavljeno je da će četnici u Kusonjama, koji minobacačima svakodnevno tuku grad, imati smjernu te da će tijekom vikenda na minobacačima ostati samo "neiskusni domaći četnici pijanci". Odlučeno je da se pokuša iskoristiti takva situacija te da se minobacači zarobe, a Kusonje djelomično očisti od četnika. Zbog opreza je isplanirano da se u subotu 7. rujna izvrši izviđanje oklopnjakom, a sutradan, ako se pokaže mogućim, izvrši napad. Tako je i učinjeno. Oklopnjak se 7. rujna bez ikakvog otpora provezao kroz selo i zaključeno je da su četnici dovoljno slabi i da se boje borbeno djelovati te da se 8. rujna rano ujutro krene u napad i da u njemu sudjeluju pripadnici koji imaju automatske puške. Nemoguće je utvrditi je li ovo izviđanje potaknulo četnike da sutradan organiziraju zasjedu ili je, kako vjeruje većina pripadnika 105. brigade, već i sama prvotna informacija bila zamka.

## Zasjeda
Kada su krenuli u napad, oko 7:30 upali su u zasjedu na mjestu gdje se nalazi kapela Male Gospe, koja je bila organizirana po takozvanom sistemu potkove (taj tip zasjede organizira se tako da se snage skriveno postave s jedne i druge strane pravca kojim se očekuje napad te se na kraju "zatvori" i neprijatelje pusti duboko do pogodnog mjesta i zaustavlja jakom vatrom). Oklopnjak je u takvoj zasjedi zaustavljen pogotkom rakete iz ručnog bacača u kabinu i hrabri Bjelovarčani su bili prisiljeni napustiti ga te potražiti zaklon u obližnjoj kući. Istovremeno je po njima otvorena uraganska paljba iz streljačkog naoružanja. Prilikom ulaska u kuću zatekli su nekolicinu četnika i počela je borba prsa o prsa. U toj borbi ubijeno je šest četnika, a broj tada stradalih branitelja nemoguće je utvrditi. Preživjeli gardisti su se odlučili braniti iz kuće i ne pokušavati proboj, već pričekati pomoć, jer nisu htjeli ostaviti ranjenike.  Prvi su im u pomoć krenuli njihovi slabo naoružani suborci s kombijem i džipom. Samo jedan je imao automatsku pušku, a Ivan Palić išao je bez oružja i nadao se da će zarobiti pušku. Kolika je bila njihova hrabrost i volja za pomoć, ilustrira i to što su bolje naoružani imali karabine M-48 i samo po 18 metaka. Uspjeli su doći sedamdesetak metara od mjesta sukoba i vidjeti kako gori oklopnjak. Čim su iskočili iz vozila, kombi je uništen raketnim bacačem, a po njima je osuta bjesomučna paljba iz streljačkog naoružanja, minobacača i tromblona. Ivan Palić je odmah poginuo, petorica su bili ranjeni i svi su bili prisiljeni na povlačenje. Bilo je izrazito teško povući se pod takvom paljbom, a pucalo se sa svih strana. Neki su se pokušali skloniti u obližnje kuće, a dvojica od njih su u podrumu jedne kuće zatekli dvije žene i brzo otišli dalje. Jedna od tih žena je drugi dan o tome pričala u selu i čudila se kako ih "ustaše" nisu ubili. Pored vojnika u pomoć su krenuli i pripadnici policije te su pokušali s policijskim bojnim oklopnim vozilom probiti do branitelja u okruženju. Pokušali su u više navrata, ali ih je svaki put u tome spriječila žestoka vatra. Borba je nastavljena nesmanjenom žestinom cijeli dan, a četnicima su u 17:00 stigla i dodatna pojačanja. Zadnji put su se branitelji u okruženju javili radio vezom oko 19:30 i tražili žurnu pomoć jer su im ranjenici počeli gubiti svijest. Nažalost, nitko im nije mogao pomoći. Neki od njihovih suboraca koji su ujutro krenuli u pomoć još uvijek su se pored brojnih četničkih patrola izvlačili prema Pakracu, a zadnji su se tek drugi dan ujutro probili do dijela grada zvanog Uroševac i tamo se zatekli između dvije vatre. Tamo su, na svoje veliko iznenađenje, zatekli telefon koji je još uvijek radio i nazvali 92, ali im u policiji, logično, nisu vjerovali. Tek kad je jedan gardist s Uroševca nazvao kuma u Bjelovar saznao je da misle da je i on mrtav. Tada su iz Bjelovara nazvali specijalnu policiju koja ih je kasnije izvukla bojnim oklopnim vozilom cijelo to vrijeme hrabri branitelji u okruženju u Kusonjama odolijevali četničkim napadima. 

## Četnički pir
Oko 9:00 četnici su ih prisilili na izlazak iz kuće tako što su eksplozivom srušili njezin dio. Nakon zarobljavanja počeo je krvavi četnički pir. Sedmoricu zarobljenih, od kojih su dvojica bila ranjena, vezali su žicom i iživljavali se na njima. Nakon toga su ih prisilili da legnu na cestu i rafalima pucali po njima. Jedan branitelj ubijen je hladnokrvnim smaknućem metkom u glavu iz pištolja. U to vrijeme su branitelji pod zapovjedništvom tadašnjeg zapovjednika 105. brigade, Stjepana Ivanića, pokušali još jednom pomoći gardistima u okruženju probojem preko Šokačkih Kusonja, ali su bili zaustavljeni žestokom paljbom višestruko brojnijeg i bolje naoružanog neprijatelja. 
Pobijene Bjelovarčane četnici su nabacali u kamion u 18:30 i prevezli do Rakovog potoka gdje su ih drugi dan ujutro pokopali pokraj smetlišta i mrciništa. Tek u zimu 1992. tijela hrvatskih vitezova su nakon brojnih problema ekshumirana i pokopana. 

## Sjećanje na žrtve
Danas se u Kusonjama nalazi kapela Male Gospe, izgrađena zahvaljujući majkama poginulih hrvatskih branitelja. Izgradnjom iste je odana počast sinovima rastuženih majki. 
Snimljen je i dokumentarni film Priča o zlatnom lančiću, koji prikazuje tragičnu obiteljsku priču unesrećene majke, kada je pri ekshumaciji i identifikaciji žrtava, prepoznala sina po zlatnom lančiću i križu kojeg je nosio oko vrata.
Osim dokumentarnog filma Priča o zlatnom lančiću, o ovom događaju iz Domovinskog rata 2014. godine snimljen je i igrani film Broj 55 (naslovljen po kućnom broju kuće u kojoj su stradali hrvatski branitelji) redatelja Kristijana Milića. Sniman je na lokaciji u oronuloj staroj vojnoj bolnici u Vlaškoj ulici, Ruči kod Velike Gorice i dr. Film je iste godine bio apsolutni pobjednik Pulskog filmskog festivala na kojemu je, osim Velike zlatne arene za najbolji film, osvojio još 7 zlatnih arena (za najbolji film, režiju i scenarij, montaža, specijalni efekti, maska, scenografija, kostimografija).

## Poginuli
Pobunjeni srpski teroristi i četnici ubili su u zasjedi 20 hrvatskih gardista, pripadnika „A“ satnije (kasnije bojne 105. brigade iz Bjelovara) i dva policajca. Hrvatski gardisti i policajci koje su ubili su:
- Nikola Benkus
- Željko Besek
- Marinko Crnogaj
- Mato Čančar
- Miroslav Černak
- Marijan Dukić
- Stipe Gadža
- Petar Grubeša
- Anto Ivandić
- Stjepan Kolar
- Vladimir Krivačić
- Stjepan Mamić
- Tadija Markić
- Ivan Palić
- Zlatko Pavlović
- Nedjeljko Pekić
- Mario Posarić
- Igor Stipić
- Dubravko Štefulinac
- Ante Tandara

## Vanjske poveznice
- LiPa_net  Arhivirana inačica izvorne stranice od 11. listopada 2008. (Wayback Machine) Petnaesta obljetnica masakra u Kusonjama
- HIC
- Članak u "Vjesniku"[neaktivna poveznica] Deveta obljetnica pokolja
- Portal Hrv. kult. vijeća Cestom mučeništva - Kusonje, Španovica, Bučje
- Domovinski rat On Line!
- Kusonje na fallingrain.com